# Индепенденсия (Риу-Гранди-ду-Сул)
Индепенденсия (порт. Independência) — муниципалитет в Бразилии, входит в штат Риу-Гранди-ду-Сул. Составная часть мезорегиона Северо-запад штата Риу-Гранди-ду-Сул. Входит в экономико-статистический микрорегион Санта-Роза. Население составляет 6679 человек на 2007 год. Занимает площадь 357,435 км². Плотность населения — 18,7 чел./км².

## История
Город основан 23 октября 1965 года.

## Статистика
- Валовой внутренний продукт на 2003 составляет 107.435.415,00 реалов (данные: Бразильский институт географии и статистики).
- Валовой внутренний продукт на душу населения на 2003 составляет 14.849,40 реалов (данные: Бразильский институт географии и статистики).
- Индекс развития человеческого потенциала на 2000 составляет 0,785 (данные: Программа развития ООН).

## География
Климат местности: субтропический гумидный.